# Metoda wieloboków równego zadeszczenia
Metoda wieloboków równego zadeszczenia – metoda obliczania opadu średniego obszarowego dla zlewni, w której opad liczy się jako średnią ważoną, przypisując każdej stacji wagę odpowiadającą jej powierzchni. Jest zalecana do stosowania na obszarach nizinnych o niezbyt urozmaiconej rzeźbie i w miarę równomiernie rozmieszczonych posterunkach opadowych.
W metodzie tej wyznacza się powierzchnię dla której przyjmuje się wysokość opadu taką jak w stacji. Wyznaczenie wielkości opadu:
- Połączeniu na mapie zlewni stacji meteorologicznych między sobą tak, aby zlewnię pokrywała siatka trójkątów.
- Wykreśleniu symetralnych boków każdego z trójkątów. Symetralne dzielą obszar zlewni na wielokąty ze stacją w każdym z nich.
- Obliczeniu powierzchni każdego wielokąta i przyjęcie jej jako wagi do danej stacji.
- Obliczenie średniej ważonej z wysokość opadu.

{\displaystyle P={\frac {\sum _{i=1}^{n}P_{i}A_{i}}{A}}}
{\displaystyle A=\sum _{i=1}^{n}A_{i}}
gdzie:
{\displaystyle n} – liczba stacji
{\displaystyle P_{i}} – wysokość opadu zmierzona na stacji {\displaystyle i,}
{\displaystyle A_{i}} – pole powierzchni przypisane stacji {\displaystyle i,}
{\displaystyle A} – pole powierzchni zlewni, będące sumą powierzchni przypisanych do stacji.